# Gerichtsamt Gottleuba
Das Gerichtsamt Gottenleuba war zwischen 1856 und 1874 die unterste Verwaltungseinheit und von 1856 bis 1875 nach der Abschaffung der Patrimonialgesetzgebung im Königreich Sachsen Eingangsgericht. Es hatte seinen Amtssitz in der Stadt Gottenleuba.

## Geschichte
Nach dem Tod des sächsischen Königs Friedrich August II. wurde unter der Regierung von dessen Nachfolger König Johann nach dem Vorbild anderer Staaten des Deutschen Bundes die Abschaffung der Patrimonialgesetzgebung verordnet. An die Stelle der bisher im Königreich Sachsen in Stadt und Land vorhandenen Gerichte der untersten Instanz traten die zentral gelegenen Bezirksgerichte und Gerichtsämter in nahezu allen größeren Städten. Die Details der Verwaltungsreform regelten das sächsische Gerichtsverfassungsgesetz vom 11. August 1855 und die Verordnung über die Bildung der Gerichtsbezirke vom 2. September 1856.
Stichtag für das Inkrafttreten der neuen Behördenstruktur im Königreich Sachsen war der 1. Oktober 1856. Aufgelöst wurde das Königliche Gericht Gottleuba. Das neu gebildete Gerichtsamt Gottleuba unterstand dem Bezirksgericht Pirna. Sein Gerichtsbezirk umfasste Gottleuba, Bahra, Berggießhübel mit Zwiesel und Vorberggießhübel, Bienhof, Cratze mit Bärenhau, Göppersdorf, Hartmannsbach mit Gießenstein, Haselberg, Hellendorf mit Fichte, Kleppisch, Markersbach, Niedergersdorf, Obergersdorf, Oelsen, Wingendorf und das Markersbacher Forstrevier.
Nach der Neustrukturierung der Gerichtsorganisation gemäß dem Gesetz über die Organisation der Behörden für die innere Verwaltung vom 21. April 1873 gingen die Verwaltungsbefugnisse der Gerichtsämter 1874 auf die umgestalteten bzw. neu gebildeten Amtshauptmannschaften über.
Seitdem das bisherige königliche Gericht als königliches Gerichtsamt bezeichnet wurde, führte sein Vorstand den Titel Gerichtshauptmann.
Die Verwaltungsaufgaben des Gerichtsamtes Gottleuba wurden im Zuge der Neustrukturierung der sächsischen Gerichtsorganisation gemäß dem Gesetz über die Organisation der Behörden für die innere Verwaltung vom 21. April 1873 in die im Jahre 1874 neugeschaffene Amtshauptmannschaft Pirna mit Sitz in der Stadt Pirna integriert.
Das Gerichtsamt Gottleuba wurde zum 30. September 1875 aufgehoben und das Gerichtsamt Pirna übernahm seine Aufgaben.

## Richter
Leiter des Gerichtsamtes waren: 
- Heinrich Wilhelm Buchner (1856–1859)
- Kurt Woldemar von Gottschalck (1859–1861)
- Ernst Gustav Bernhardi (1861–1867)
- Karl Gustav Quenzel (1867–1870)
- Nathanael Adolf Hertel (1871–1875)